# Luna E-1 No.1
A Luna E-1 No.1,  (identificada pela NASA como Luna 1958A), foi a primeira de uma série de quatro missões E-1, onde uma sonda de teste do Programa Luna (um projeto soviético), tinha como objetivo, obter um impacto na Lua.
A Luna E-1 No.1, foi lançada em 23 de Setembro de 1958, por intermédio de um foguete Luna, a partir do cosmódromo de Baikonur. Noventa e dois segundos depois do lançamento, uma ressonância na estrutura de um dos foguetes auxiliares fez com que o foguete se desintegrasse.